# Минеральная улица (Старая Русса)
Минеральная улица — улица Старой Руссы. Проходит через исторический центр города от реки Полисть (Набережная Штыкова) до границы города переходя в трассу 49К-17.

## История
Историческая застройка города погибла в грандиозном пожаре в 1763 году. После пожара город застраивался по типовому плану, утверждённому императрицей Екатериной II, предписывающему прямоугольное членение территории прямолинейными улицами, пересекающимися перпендикулярно.
Улица является одной из границ древнего города, в XI веке центр Старой Руссы располагался в районе главных ворот курорта поблизости от открытых минеральных источников, в районе пересечения современных улиц Минеральной и Сварога. На улице Минеральной при спасательных археологических исследованиях при перекладке водопровода обнаружили древнерусский некрополь XI — начала XII века.
Первоначальное название — Ильинская улица, по находившейся у пересечения с современной улицей Ломоносова Ильинской церкви (в 1820 году церковь сгорела в пожаре).
Современное название по старорусскому курорту минеральных вод дано улице в советское время.
С лета 1922 года по улице проходил маршрут трамвая (ж/д вокзал — Курорт), в 1924 году маршрут был электрифицирован. Трамвайное сообщение прекратилось в годы Великой Отечественной войны и более не восстанавливалось.
В 1958 году в Старой Руссе в границах улиц Минеральной, Гостинодворской и Крестецкой был заложен старорусский Парк Победы. В центре парка 3 ноября 1964 года был открыт монумент Славы — памятник освободителям города от немецко-фашистских захватчиков (архитекторы Е. М. Раппопорт, П. И. Юшканцев и скульптор А. Н. Черницкий, проект монумента — дипломная работа всех авторов).
На улице велись археологические раскопки под руководством Е. В. Тороповой.
4 ноября 2018 года у пересечения с улицей Восстания прошло торжественное открытие стелы «Город воинской славы»

## Достопримечательности
Парк Победы
Стела в память присвоения Старой Руссе звания «Город воинской славы»
Памятник солдатам Вильманстрандского полка
д. 24 к. 1 — мемориальная доска защитникам города
д. 40 — Граффити «Фёдор Михайлович Достоевский» (стрит-арт)
д. 62 — Курорт «Старая Русса»

## Галерея

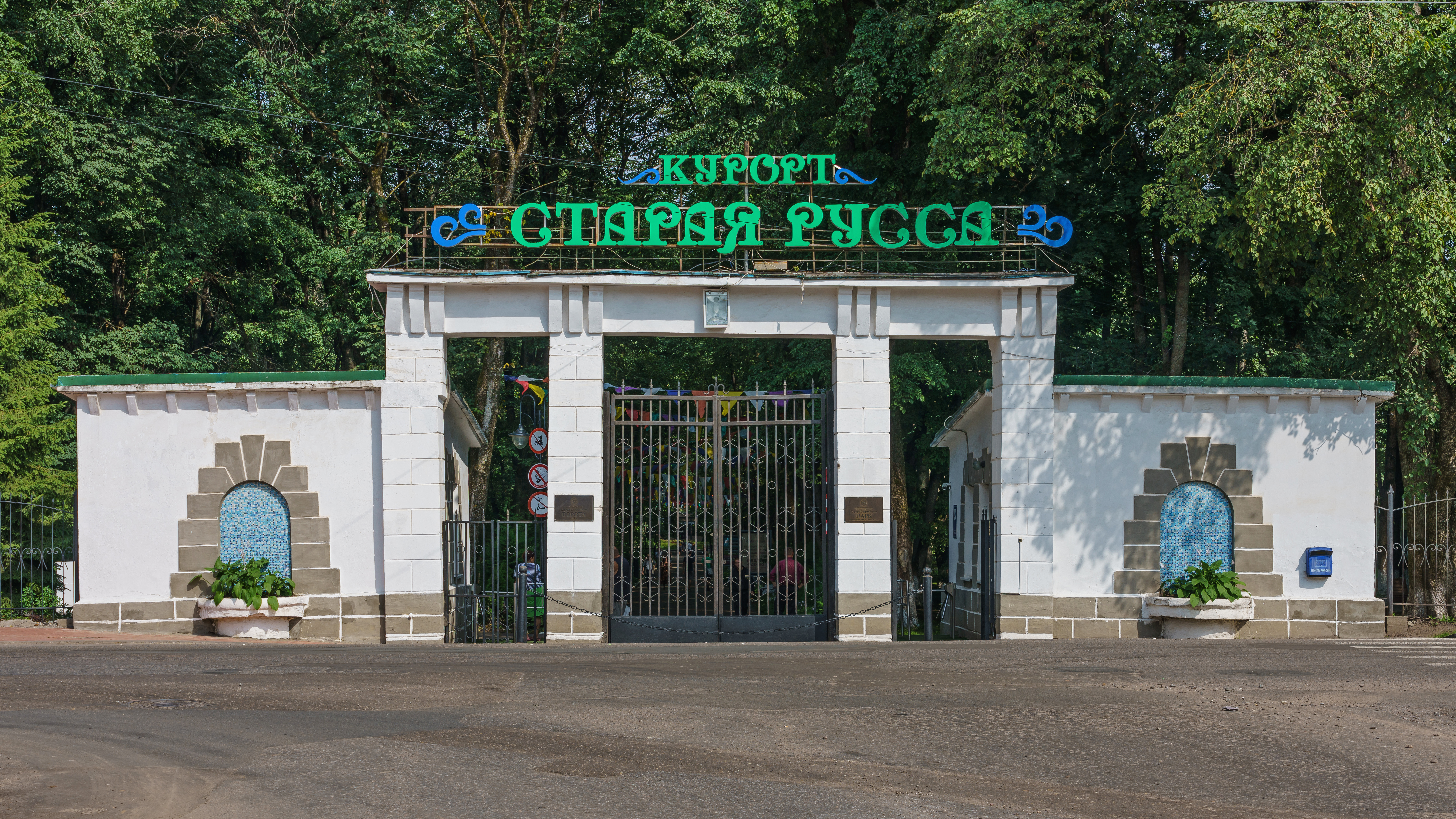
Главный вход Курорта
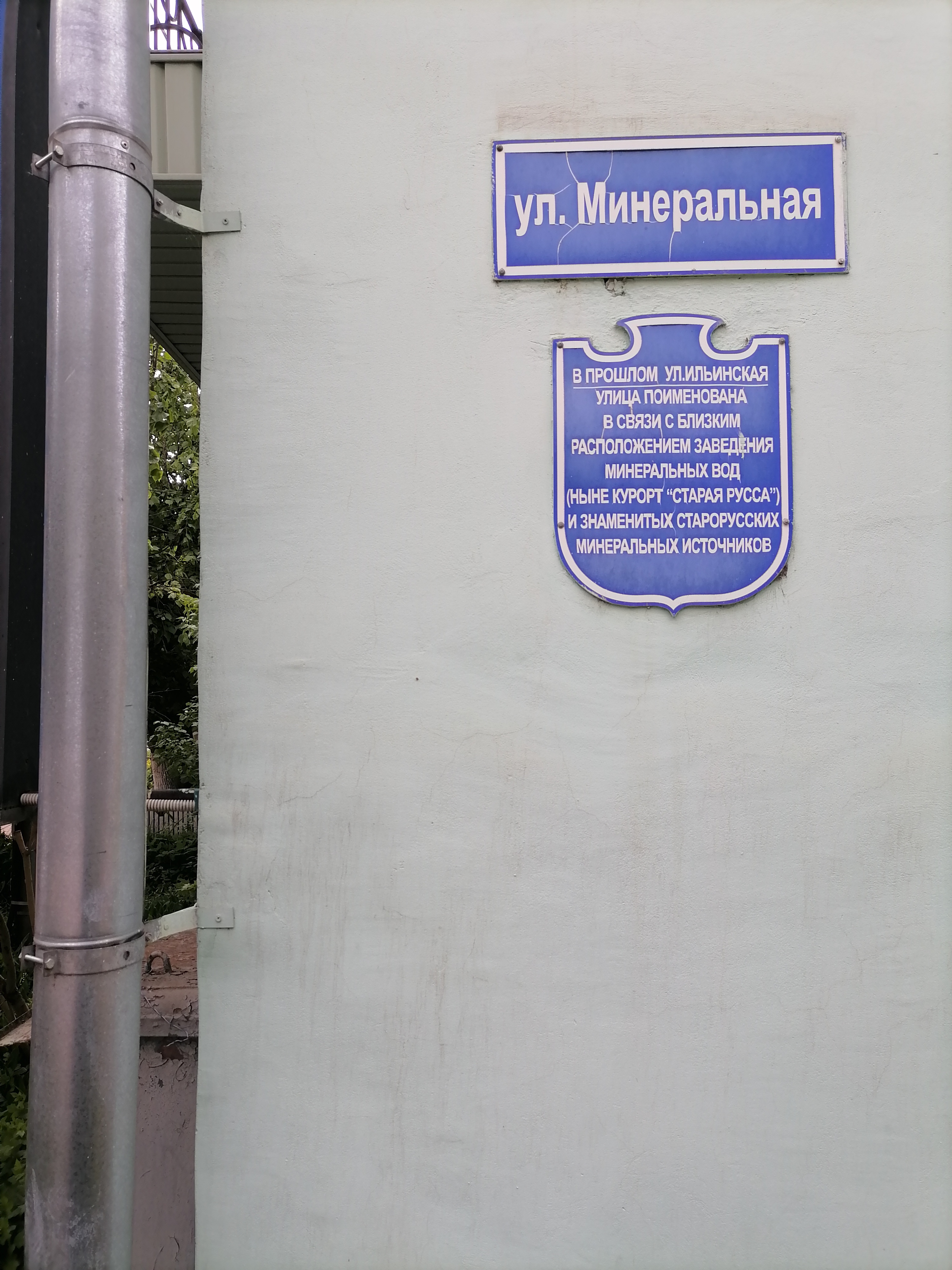
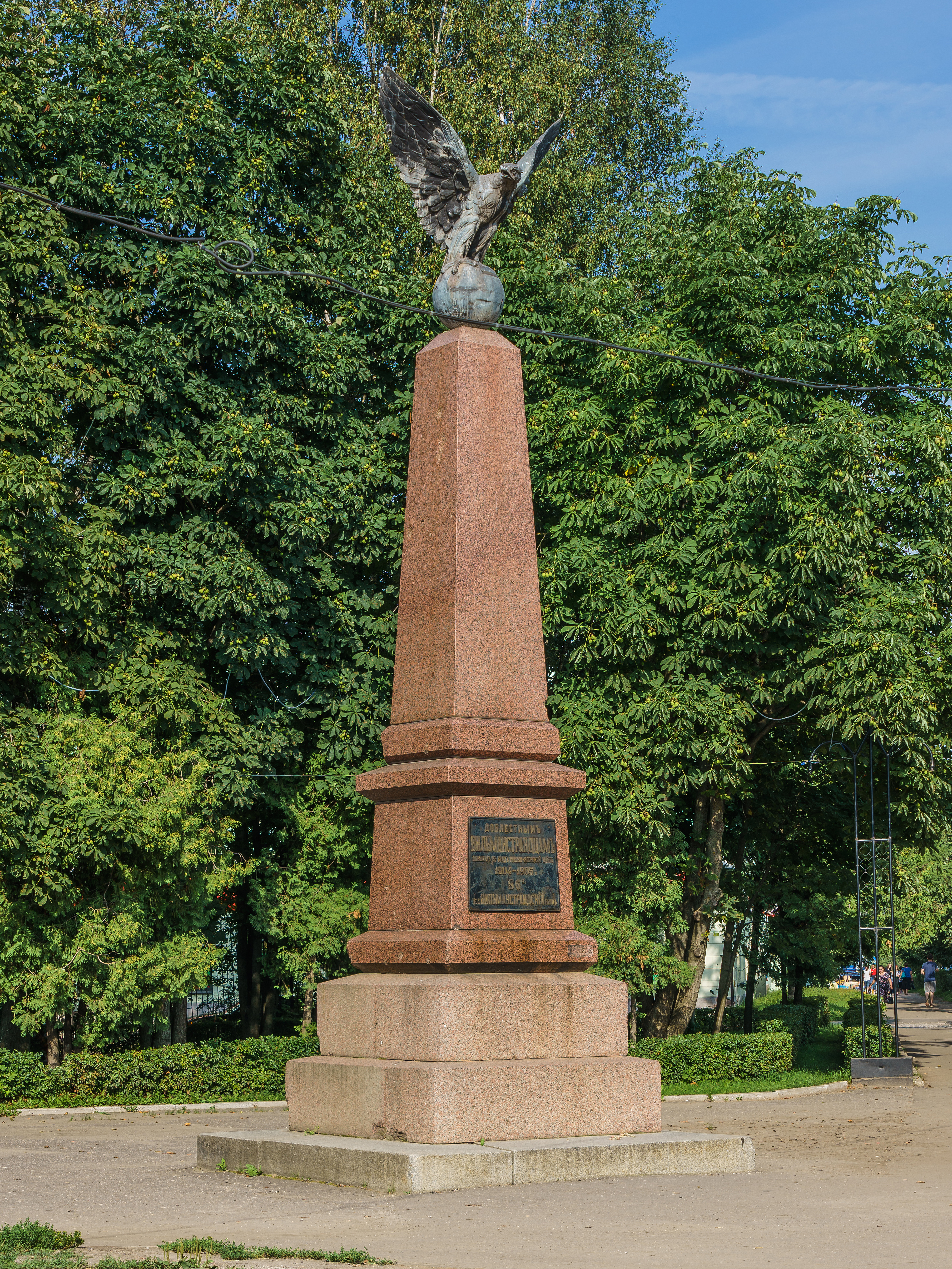
Памятник солдатам Вильманстрандского полка
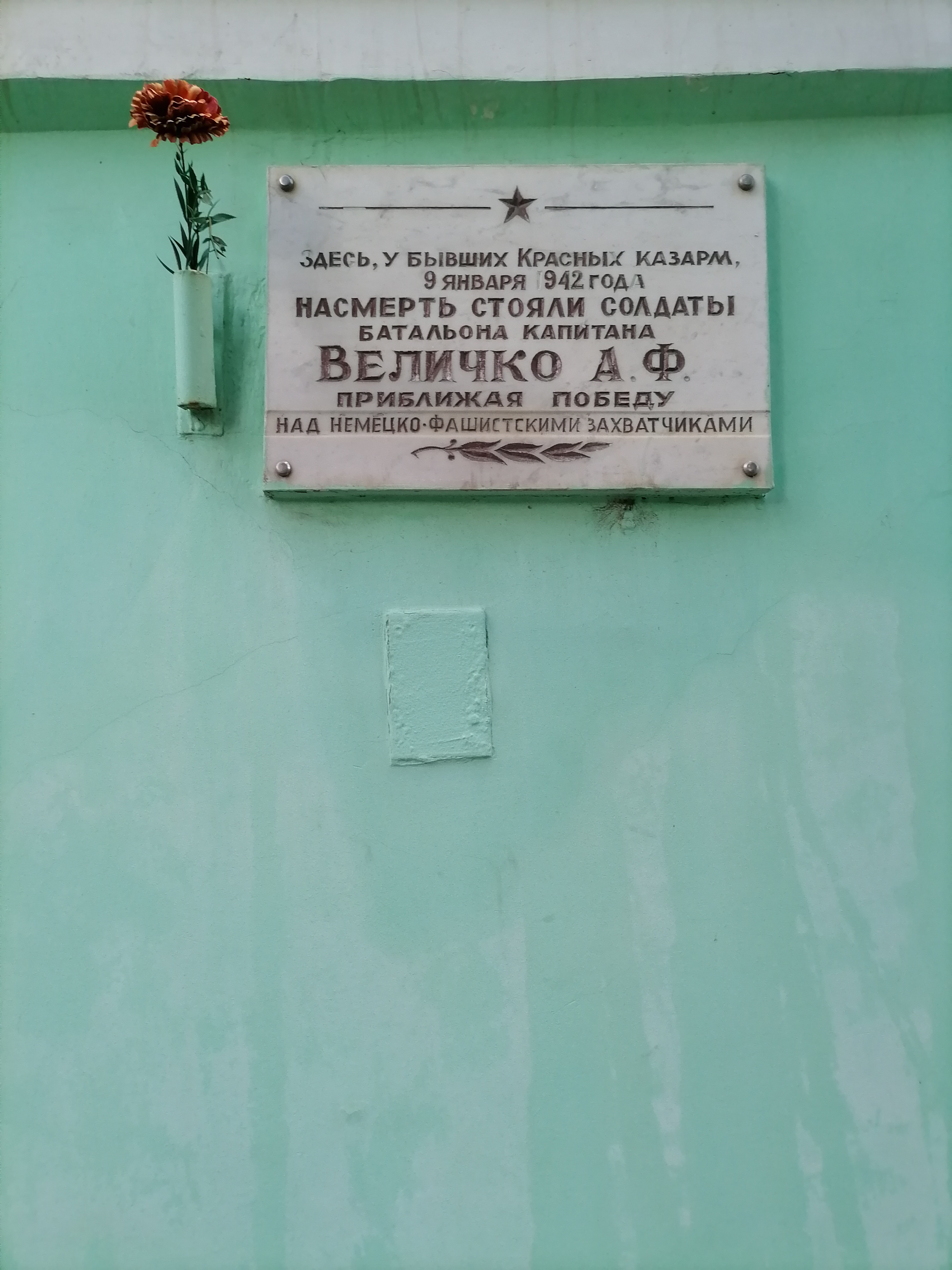
д. 24 к. 1. Мемориальная доска защитникам города в 1941 г.
Мурал на д. 40
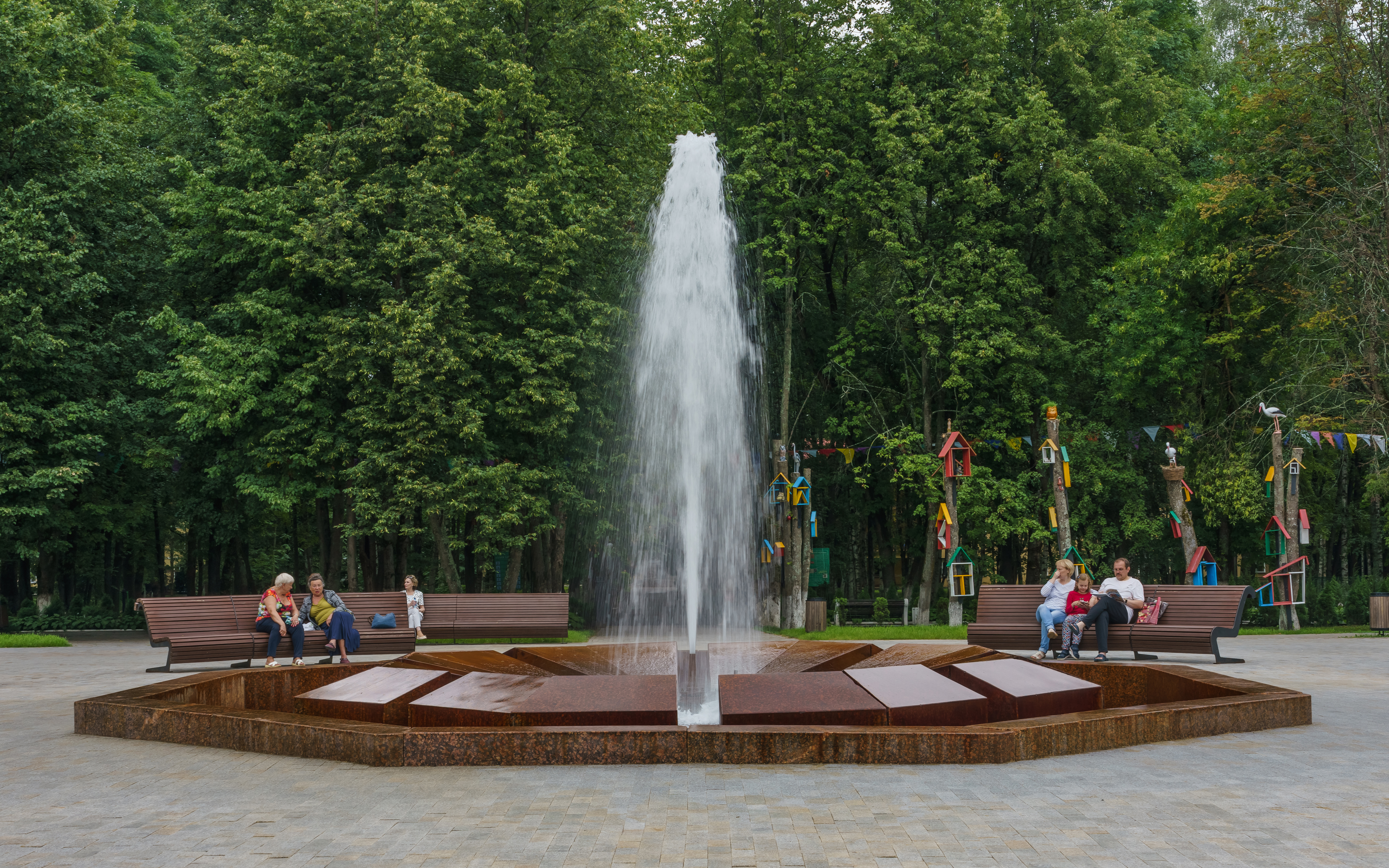
Фонтан на территории Курорта